# 池田詮政
池田詮政（慶應元年12月24日－明治42年6月1日，即1866年2月9日—1909年6月1日），日本贵族，出身於岡山，父親是池田藩藩主池田章政。1903年繼承侯爵。